# Robério Paulino
Robério Paulino Rodrigues (Nilópolis, 29 de maio de 1957), é um economista, professor universitário da UFRN, ambientalista, ativista social e político brasileiro. Atualmente é vereador em Natal, capital do Rio Grande do Norte pelo PSOL.

## Biografia
Robério Paulino é professor licenciado do Instituto de Políticas Públicas da UFRN, com pós-doutorado na SOAS - University of London, graduado em Economia pela USP e educador há mais de 30 anos.
Filho de pais potiguares, passou boa parte de sua infância e adolescência no bairro do Alecrim, em Natal, sendo ex-aluno da ETFRN. É um lutador social há mais de 40 anos, tendo participado inclusive da luta contra a ditadura militar, sendo por isso demitido do Centro Técnico Aeroespacial, CTA, em São José dos Campos, SP, ainda no fim da década de 1970. Participou da fundação da Convergência Socialista, tendo tido uma curta prisão no Departamento de Ordem Política e Social – DOPS, em São Paulo, na segunda metade dos anos 70. Posteriormente, mudou-se para Minas Gerais, para  atuar como dirigente partidário e depois sindical. Foi orador no grande ato da campanha das Diretas Já em Belo Horizonte, em 1984.
Foi candidato a governador do RN e a prefeito de Natal em 2012, 2014 e 2016. Atualmente, é vereador em Natal, eleito pelo Partido Socialismo e Liberdade – PSOL, e presidente da Comissão de Educação, Cultura, Ciência, Tecnologia e Inovação daquela casa. Seu mandato possui forte atuação nas áreas de educação, saúde, assistência social, transporte e meio ambiente, sendo o Idealizador da Conferência Potiguar do Clima – COP Clima RN, e das Assembleias Permanentes do Clima – ASCOP, além do Projeto Arboriza Natal, que já distribuiu dezenas de milhares de mudas de árvores para todo o estado do Rio Grande do Norte.
Em seu primeiro mandato como parlamentar, já apresentou e teve aprovados importantes requerimentos, pareceres, emendas e projetos em prol da cidade, tendo papel destacado na discussão do Plano Diretor, assim como do PPA e da LOA, além da discussão da Empresa Pública de Transporte, Carreira SUAS, Piso dos Professores, dos Profissionais de Saúde e da Enfermagem.  É presença constante em todas as greves e lutas sociais em Natal.
Robério Paulino é autor de diversos artigos e dos livros: "Século XXI - O Mundo em Convulsão", "O Estado como opressor e civilizador" e o "Socialismo No Século XX - O Que Deu Errado?", é uma referência na busca por justiça social e igualdade de direitos.